# Mustafa Ould Salek
Il colonnello Mustafa Ould Salek (in arabo المصطفى ولد محمد السالك‎?; Kiffa, 1936 – Parigi, 18 dicembre 2012) è stato un militare e politico mauritano, Presidente della Mauritania dal 10 luglio 1978, dopo un colpo di stato militare contro il precedente presidente Moktar Ould Daddah, fino al 6 aprile 1979 quando venne destituito da un secondo colpo di stato guidato dal Colonnello Mohamed Mahmud Ould Louly.

## Il colpo di Stato del 1978
Nato nel villaggio di Kiffa, venne eletto Ministro della Difesa dal presidente Moktar Ould Daddah con lo scopo di sventare la minaccia di un colpo di Stato a causa del dissenso sorto nel paese a seguito della condotta fallimentare in campo militare nel conflitto contro il Fronte Polisario dei ribelli Saharawi del Sahara Occidentale che portò presto ad una grave crisi economica del paese. Tuttavia questa scelta non fu sufficiente al vecchio presidente di scongiurare la minaccia di un colpo di Stato, difatti, il 10 luglio 1978 egli venne deposto da una giunta militare che proclamatasi con il nome Comité Militaire de Redressement National (CMRN), composta da venti ufficiali militari che elessero come nuovo presidente Mustafa Ould Salek.
Il comitato assurto al potere si rivelò ben presto di indirizzo moderato e filo-francese, e il suo primo obiettivo fu quello di risolvere la questione del conflitto nel Sahara Occidentale contro il Fronte Polisario. Quest'ultimo, ben consapevole della volontà del nuovo regime mauritano, dichiarò un cessate il fuoco unilaterale, che venne prontamente accolto anche dalle truppe comandate dal CMRN.

## La presidenza
Salek, in qualità di Presidente e capo della giunta militare, si concentrò nell'attività diplomatica volta a convincere il Marocco a cessare il fuoco a sua volta, e soprattutto a risollevare le sorti economiche del paese.
Costretto per motivi diplomatici a seguire la volontà marocchina di non permettere la creazione di una realtà politica indipendente nel Sahara Occidentale, Salek suggerì una alternativa con la creazione di uno Stato federato con una autonomia limitata, soluzione che venne però rigettata dal Marocco.
Mentre le truppe del Fronte Polisario e quelle marocchine continuarono a combattere sul campo, Salek decise il ritiro delle truppe mauretane dal fronte, ma fu impossibilitato a firmare un trattato di pace con il Fronte Polisario per non entrare in aperto conflitto con l'ex-alleato marocchino. Tuttavia, impazienti per la situazione di stallo, i leader del Fronte Polisario nell'aprile del 1979 chiesero ufficialmente a Salek il ritiro delle truppe mauritane dal territorio di Tiris al Gharbiyya, come condizione necessaria per ulteriori colloqui di pace.

## Crisi e caduta del regime di Salek
L'incapacità di Salek di sbrogliare il nodo del conflitto nel Sahara Occidentale si aggiunse ai problemi interni causati dalle tensioni razziali tra la popolazione nera e quella araba. Il Presidente del Senegal Leopold Senghor, con lo scopo di indebolire il regime di Salek a causa della sua dipendenza politica ed economica dal Marocco, diede il via ad una campagna di stampa volta a esasperare le tensioni razziali in Mauritania.
Anche in questo caso Salek si dimostrò incapace di fronteggia la situazione, anzi, la peggiorò dimostrando apertamente la sua predilezione per l'etnia araba della popolazione mauritana alla quale apparteneva anche lui, eleggendo solo 17 membri neri a fronte di 81 consiglieri arabi nel rinnovato Comitato di Consiglio Nazionale. Questa sua posizione discriminatoria lo isolò anche dall'appoggio politico e diplomatico della Francia.
Il regime di Salek, ormai isolato e debole, incapace di fronteggiare le questioni più urgenti del paese, venne rovesciato il 6 aprile 1979 da un nuovo colpo di Stato militare capeggiato dai Colonnelli Ahmad Ould Bouceif e Muhammad Khouna Haidallah, i quali permisero a Salek di mantenere la carica di Presidente ma in maniera prettamente formale. Venne così istituito un nuovo comitato di salvezza nazionale, il Comité Militaire de Salut National (CMSN) con lo scopo di creare un nuovo governo.
A seguito della morte del Colonnello Ahmad Ould Bouceif in un incidente aereo, nel maggio dello stesso anno, nacque il nuovo regime con Mohamed Khouna Ould Haidalla come Primo Ministro e il Colonnello Mohamed Mahmoud Ould Louly come nuovo Presidente della Mauritania.